# Alfa Nero
M/Y Alfa Nero är en superyacht tillverkad av Oceanco i Nederländerna. Hon sjösattes och levererades år 2007 till en ej namngiven ägare. Två år senare var superyachten uppe till försäljning för ett pris på omkring 190 miljoner amerikanska dollar. I maj 2015 kopplade den amerikanska tidskriften The New Yorker superyachten till den ryske oligarken Andrej Gurjev. En talesperson för Gurjev kommenterade att Gurjev ägde inte Alfa Nero men använde den flitigt. I mars 2022 hävdade den amerikanska affärstidningen Forbes att Gurjev var den egentliga ägaren till Alfa Nero. Den 2 augusti 2022 blev både Gurjev och superyachten sanktionerad av USA:s finansdepartement medan den 21 augusti  blev Alfa Nero stormad av antiguanska myndigheter och den amerikanska federala polismyndigheten Federal Bureau of Investigation (FBI). USA:s finansdepartement hävdade att Gurjev köpte Alfa Nero 2014. I mars 2023 hävdade dock Gurjevs talesperson återigen att Gurjev hade ingen kontroll över superyachten till den amerikanska finansnyhetsbyrån Bloomberg L.P. I juni 2023 auktionerade Antigua och Barbuda ut Alfa Nero och den som vann budgivningen var den amerikanske företagsledaren Eric Schmidt och dennes bud på 67,6 miljoner dollar. Det har dock blivit rättsliga efterspel efter auktionen när Gurjevs dotter har tagit försäljningen till domstol. I mitten av september blev det känt att Schmidt hade dragit tillbaka sitt bud officiellt.
Alfa Nero designades både exteriört och interiört av Nuvolari Lenard dock var även Alberto Pinto involverad när interiören designades. Den är 81,27 meter lång och har kapacitet att ha tolv passagerare fördelat på sex hytter. Superyachten har också plats för 26 besättningsmän.